# マツバウンラン
マツバウンラン（松葉海蘭、学名: Nuttallanthus canadensis）は、オオバコ科マツバウンラン属の一年草または二年草。葉の形が松葉、花がウンラン (Linaria japonica) に似ていることからこの名がついた。

## 形態・生態
1年生ないし2年生の草本。全体に無毛。茎は細くて束生し、高さは20 - 60センチメートル (cm) になる。根元から数本の小枝を横に伸ばす。葉は根本付近のものは3 - 4枚ほど輪生し、直立茎のものはまばらに互生する。葉身は幅1 - 2ミリメートル (mm) で細長く、やや厚みがある。
花期は初夏（4 - 6月）。茎の先端に2 - 4 mmの花柄がついて穂状につき、紫色の花を咲かせる。萼は長さ2.5 mmで、深く5裂する。花冠は横向きで、萼片の間から長い尾状の距を後方に突き出す。花冠の先は5裂し、上の2裂片は反り上がり、下方の3列片は前方に出るが、そのうちの真ん中の列片だけが途中から折れ返る。果実（蒴果）は径3 mmの球形で、種子は0.4 mmほどの大きさである。

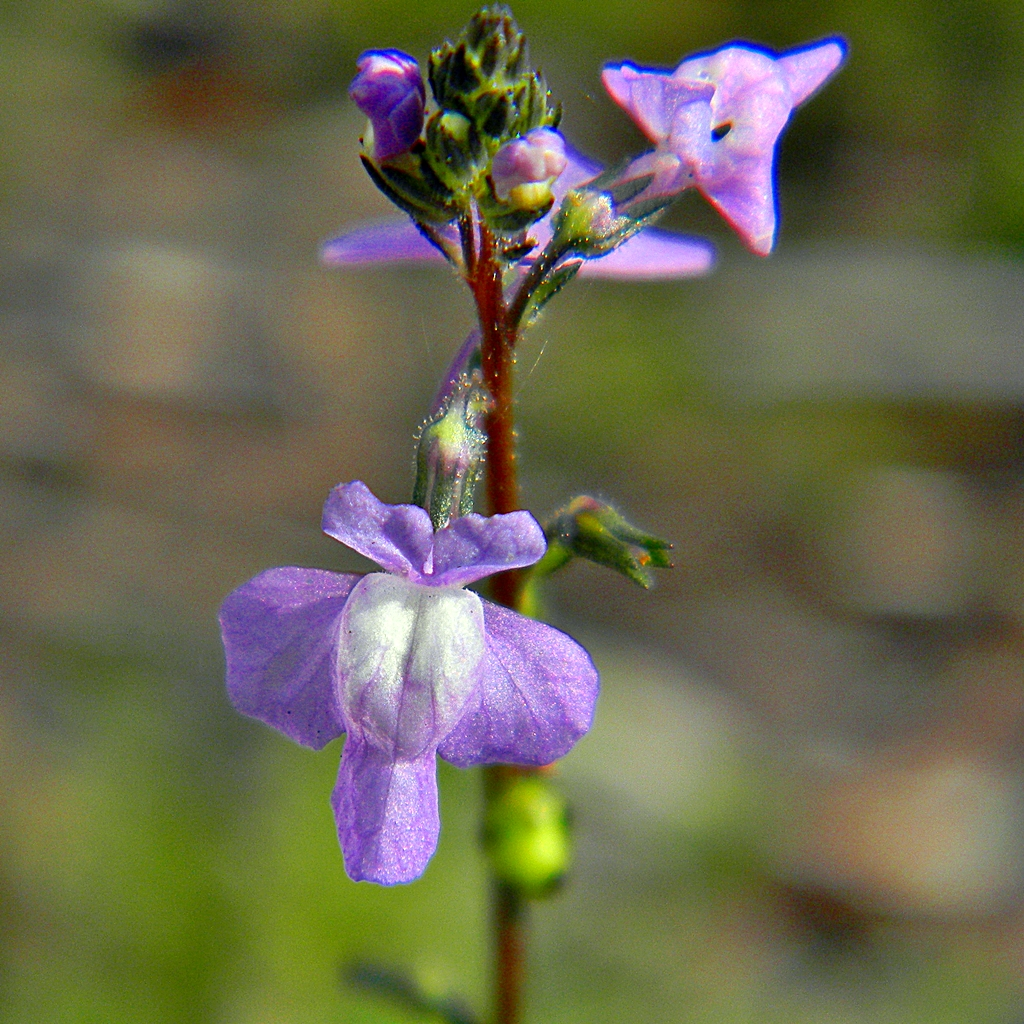
花

## 分布
北アメリカ原産。日本国内では、中井源によって1941年（昭和16年）に初めて向島にて発見され、和名が名付けられた。その後本州、四国及び九州に帰化し、日当りの良い場所に生える。近畿地方を中心に瀬戸内海沿岸にかけて広がりを見せている。

## 下位分類
変種にオオマツバウンラン (N. canadensis var. texana) がある。マツバウンランに比べて花が大きく、中央の白斑がないのが特徴。